# El pueblo unido jamás será vencido
«El pueblo unido jamás será vencido» es una canción de protesta chilena, cuya música fue compuesta por Sergio Ortega Alvarado y el texto escrito en conjunto con la banda Quilapayún. Conocida en el mundo entero, es una de las más famosas canciones de protesta de la historia, y junto con el tema «Venceremos», también de Ortega, una de las más conocidas de la Nueva Canción Chilena. El tema tiene un ritmo de marcha, destacando su estribillo que es un grito o consigna sólo con percusión, lo que facilita su adaptación a cualquier idioma.

## Historia

### Primeros años
| «De pie, cantar, que vamos a triunfar. Avanzan ya banderas de unidad, y tú vendrás marchando junto a mí y así verás tu canto y tu bandera florecer. La luz de un rojo amanecer anuncia ya la vida que vendrá.» Sergio Ortega Alvarado, extracto de «El pueblo unido jamás será vencido» |

El título de la canción estaría inspirado en la frase del líder político colombiano Jorge Eliécer Gaitán pronunciadas en un discurso en la década de 1940, siendo popularizada por manifestantes de la Unidad Popular durante el gobierno socialista del presidente chileno Salvador Allende a comienzos de la década de 1970. Según el propio Sergio Ortega Alvarado, éste compuso la canción inspirándose inicialmente en un joven que gritó la conocida frase mientras él se dirigía caminando a su casa, en Santiago de Chile, en junio de 1973.
La canción fue grabada por primera vez en Chile en 1973 durante un masivo concierto de  en el Primer Festival Internacional de la Canción Popular, que se realizó en el estadio Chile, (Hoy estadio Víctor Jara),  sólo tres meses antes del Golpe de Estado de Augusto Pinochet que derrocó a Allende y dio inicio al periodo de dictadura militar. Poco antes de dicho concierto, Salvador Allende había nombrado a Sergio Ortega Alvarado como Embajador Cultural del gobierno de la Unidad Popular, cargo que compartió por un breve tiempo con Víctor Jara, quien fue asesinado días después del Golpe Militar.
A partir de entonces y durante los años sucesivos, la canción apareció en numerosos álbumes de distintas bandas y cantautores, pero principalmente de Quilapayún e Inti-Illimani, quienes tuvieron que vivir en el exilio durante todo el periodo de dictadura, siendo acogidos en Francia e Italia, respectivamente, países donde continuaron sus prolíficas carreras musicales hasta su retorno a Chile, acabada la dictadura más de quince años más tarde.
El primer lanzamiento oficial en que apareció la canción fue durante el mismo año 1973, en el álbum en directo de varios intérpretes Primer festival internacional de la canción popular publicado por el sello DICAP, en el que participaron, además de Quilapayún cerrando el disco con «El pueblo unido...» y «Las ollitas», otros reconocidos exponentes tales como Inti-Illimani, César Isella, Isabel Parra, Tito Fernández y Alfredo Zitarrosa.

### La Dictadura Militar
En 1974, con Quilapayún e Inti-Illimani ya en el exilio, la canción aparece en varios álbumes y es interpretada en varios conciertos, siendo incorporada normalmente al final. El disco Yhtenäistä kansaa ei voi koskaan voittaa fue el primero en directo de Quilapayún, que inmortaliza un concierto realizado en Finlandia los días 31 de agosto y 2 de septiembre de 1973, sólo unos pocos días antes del Golpe Militar en su país. En dicha ocasión, la canción fue interpretada con la colaboración de la agrupación Agit-Prop. El mismo año aparece también en el álbum en vivo de varios intérpretes Internationales Konzert: Solidarität mit Chile, grabación del concierto realizado el 19 de mayo de 1974 en Hannover, Alemania Occidental, donde el tema fue interpretado por Inti-Illimani. Días después, el 31 de mayo, se realizó el concierto solidario «Für Victor Jara» —«Para Víctor Jara»— en la ciudad de Essen, también en Alemania Occidental, en el que participaron los chilenos exiliados Isabel Parra, Patricio Castillo, Quilapayún e Inti-Illimani, acompañados por músicos alemanes. El concierto fue lanzado el mismo año en el álbum Konzert für Chile, finalizando con «El pueblo unido...» interpretado por Quilapayún e Inti-Illimani, seguido por el tema «Venceremos» interpretado por todos los músicos participantes.
También en 1974 aparecen las primeras versiones de la canción en estudio, siendo lanzados por sellos europeos el álbum de Quilapayún titulado justamente El pueblo unido jamás será vencido —el primero en el exilio de la banda, y que al año siguiente fue lanzado por el sello chileno DICAP— y el de Inti-Illimani, titulado La Nueva Canción Chilena (Inti-Illimani 2), su segundo álbum en el exilio.
En 1977 apareció el álbum recopilatorio de Quilapayún La marche et le drapeau, lanzado en Francia y que cierra con los temas «El pueblo unido...» y «Las ollitas», grabadas en vivo de un concierto de Chile en 1973. Al año siguiente aparece A concert for Chile (In memory of Victor Jara), grabación de un concierto tributo a Víctor Jara en el Royal Albert Hall de Londres el 30 de septiembre de 1975, en que cerraron con «El pueblo unido...» interpretada por todos los artistas participantes: Quilapayún, Inti-Illimani, Isabel Parra, Patricio Castillo y Sebastian Graham. En 1980 el tema cerró una gira por Italia de Inti-Illimani que se lanzó en el álbum en vivo En directo, mientras que en 1983 finalizó el álbum Quilapayún en Argentina de un concierto realizado por Quilapayún en dicho país en noviembre de ese año.

### Transición a la democracia

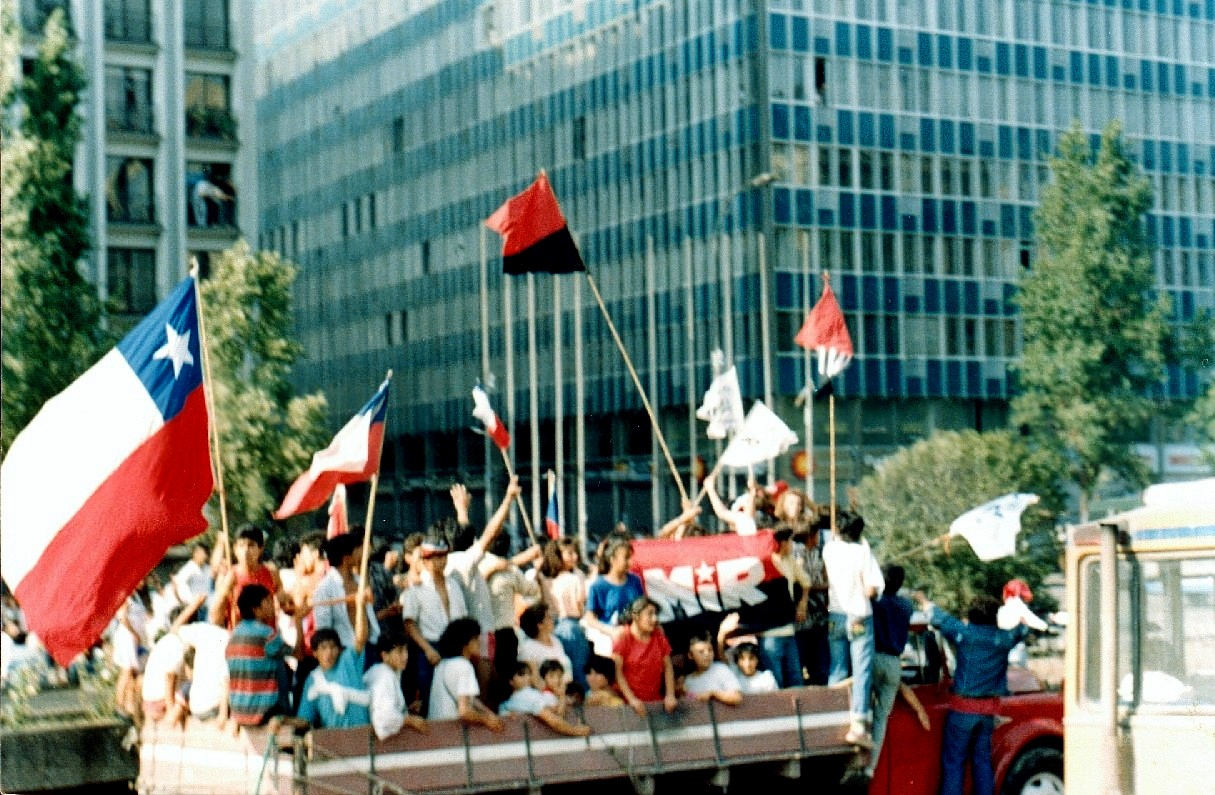
Manifestantes celebran en Santiago de Chile la victoria del «No» al día siguiente del plebiscito de 1988, que marca el inicio de la Transición a la democracia, que permitió que los principales exponentes de la canción «El pueblo unido jamás será vencido» regresaran a su patria.

Ya en el término de la dictadura y en medio del periodo de Transición a la democracia, los integrantes de Quilapayún retornaron a su país, realizando un concierto en Chile en enero de 1989, el cual quedó plasmado en el disco Quilapayún ¡en Chile! que una vez más finaliza con esta canción.
Durante la década de 1990 y con la llegada de la democracia al país, los chilenos dejaron de interpretar tan frecuentemente este tema en sus conciertos. A pesar de ello, en 1998 aparece el álbum recopilatorio de Quilapayún Antología 1968-1992 incluyendo la versión en estudio presente en su álbum homónimo, y al año siguiente Inti-Illimani la incluye en el álbum en directo publicado en Alemania Konzert für Víctor Jara, un tributo al cantautor chileno en que también participaron Óscar Andrade y la cantante griega María Farantoúri, entre otros. Durante la década de 2000, la canción aparece en los álbumes en vivo de Inti-Illimani Antología en vivo (2001) y Viva Italia (2003) y en los de Inti-Illimani Histórico —facción de la banda original— Música en la Memoria - Juntos en Chile (2006) y Antología en vivo (2006). Por su parte, Quilapayún la incluye en su álbum recopilatorio 35 años (2002), en el disco en vivo A Palau (2003), grabado en el Palacio de la Música Catalana en Barcelona, y en los discos colectivos Canto por el cambio (2004), en el que participaron reconocidos artistas hispanoamericanos, y en el obtenido de la edición de 2003 del festival Todas las voces todas.

## Versiones

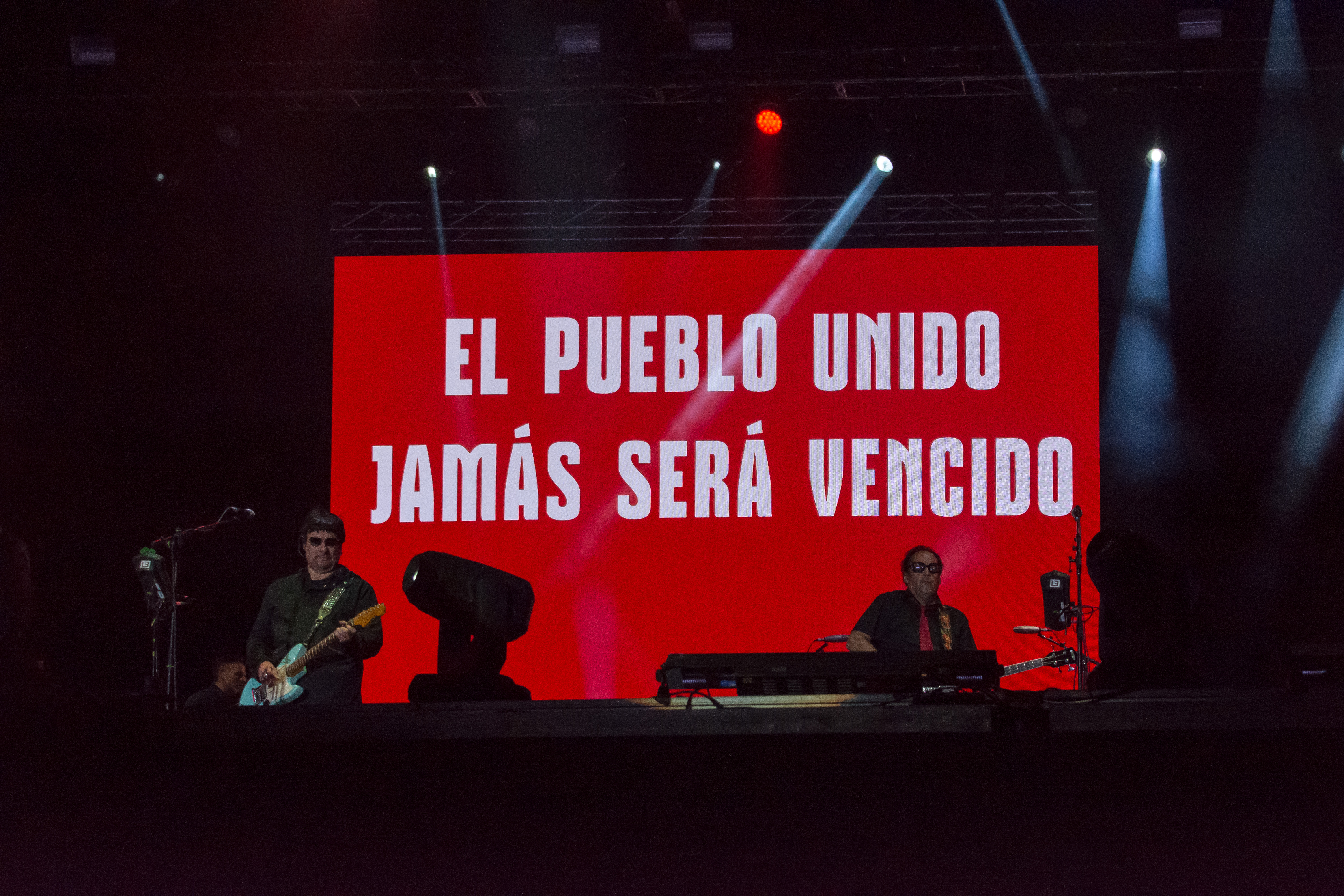
La banda chilena Los Tres interpretando la canción.

Por su temática revolucionaria y su facilidad para ser interpretada en distintos idiomas, esta canción posee numerosas versiones, correspondientes a distintas épocas y estilos musicales.
En 1974, después de la llamada Revolución de los Claveles en Portugal, el músico Pedro Osório compuso la canción «Portugal Ressuscitado» (en español, «Portugal resucitado»), cuya letra fue escrita por el poeta Ary dos Santos. Esta canción posee un verso que dice «Agora, o povo unido nunca mais será vencido», y aunque mantiene la estructura y el espíritu lírico de la versión original, las similitudes son muy pequeñas respecto a la melodía.
En 1975, el pianista estadounidense Frederic Rzewski compuso The People United Will Never Be Defeated!, la que se ha convertido en una de sus composiciones más reconocidas, correspondiente a un conjunto de 36 variaciones para piano sobre este tema. Desde entonces este disco ha sido reeditado en numerosas ocasiones.
En Irán, la melodía fue utilizada para una canción revolucionaria en idioma persa titulada «Barpakhiz» («Levantarse»), cuyo estribillo dice «Barpakhiz, az ja kan, banaye-e Kakh-e doshman!» («¡Levántate, extrae las fundaciones del Palacio del enemigo!»). El tema fue creado por los revolucionarios iraníes de izquierda durante la Revolución iraní de 1979.
En Filipinas, la canción fue traducida libremente por la banda Patatag como Awit ng Tagumpay (que significa «canto de victoria»). Su estribillo en idioma tagalo dice «Hanay Tibayin ang, Gapiin ang Kaaway!» («Fortalecimiento de las filas, destruir a los opresores»), siendo una canción protesta cantada en las manifestaciones. La canción cierra un álbum de la banda titulado Nagbabagang lupa («Quemando tierra») publicado en 1986.
En 1994, la banda francesa Mano Negra liderada por Manu Chao usó el estribillo de la canción en forma de sampler en su canción «Viva Zapata» que abre su último álbum de estudio, Casa Babylon.
En 1997, Molotov lanza el álbum ¿Donde jugarán las niñas?, donde incluyen la canción Gimme the Power. En ella, aparece la frase "El pueblo unido, jamás será vencido". Incluso la interpretan en sus presentaciones en vivo.
La frase del título de la canción ha sido en ocasiones reemplazada por revolucionarios, guerrilleros y anarquistas por «El pueblo armado jamás será aplastado», siendo utilizada esta versión por el grupo de punk chileno Los Miserables en su disco Miserables (1998) bajo el título «El pueblo unido».
En 2002, el grupo español Ska-P lanzó la canción «Estampida» en su álbum ¡¡Que corra la voz!!, la que incluye un párrafo relativo a esta canción, e interpretada con una melodía semejante a la versión original.
En 2004, esta canción fue parafraseada en la versión de una canción ucraniana llamada «Razom nas bahato, nas ne podolati» («Juntos somos muchos, no podemos ser derrotados»), la cual fue cantada en pleno auge de la Revolución naranja, siendo la canción representante de Ucrania en el Festival de la Canción de Eurovisión 2005.
En 2007, durante las elecciones parlamentarias de Grecia, la canción se utilizó durante la campaña principal del partido de izquierda Coalición de la Izquierda Radical (SYRIZA), figurando en el mensaje televisado del partido, y siendo referenciado por varios políticos y activistas, así como en los medios de prensa durante los años sucesivos.
En 2008 se lanzó un álbum del dúo de DJ estadounidenses Thievery Corporation, titulado Radio Retaliation y que contiene la versión del tema «El pueblo unido», una versión inspirada en la original.
Durante la Revolución tunecina de 2010-2011 que removió al presidente Ben Ali, los protestantes cantaron con el mismo ritmo de «El pueblo unido...» la frase «الشعب يريد إسقاط النظام» («El pueblo quiere derrocar al régimen»), dando inicio a la Primavera Árabe. Asimismo, fue cantada en la Plaza Tahrir de El Cairo, Egipto, el 25 de enero de 2011 llevando a las masivas protestas de 2011 que terminaron con la caída del presidente Hosni Mubarak.
En 2015, tras los buenos resultados del partido Podemos en las elecciones españolas, se cantó durante la concentración de celebración en la plaza Sánchez Bustillo, en el  barrio Lavapiés de Madrid. Tras los resultados de las Elecciones Generales de España de 2016 los representantes de Unidos Podemos han vuelto a cantarla.
Diversos otros músicos han interpretado esta canción en conciertos en vivo. La banda chilena Los Tres la interpretó en el Festival El Abrazo 2010, y también lo han hecho Los Pettinellis y Legua York, así como el grupo punk estadounidense Anti-Flag, el cantautor alemán Hannes Wader, los italianos 99 Posse y Banda Bassotti, entre otros.
En 2022 el grupo Entrama lanza su disco El fuego de la memoria el cual contiene un elaborado arreglo del tema.

## Documental
Los musicólogos Martín Farías y Eileen Karmy dirigieron y produjeron «Himno», el cual fue exhibido en un evento público en la Universidad de Santiago y tiene fecha de estreno en cines para abril de 2024. En dicha obra se explora el origen y la forma como esta canción comienza a ser traducida e incorporada en diferentes luchas sociales y políticas alrededor del mundo. 

Desde que comenzamos la investigación, y hasta ahora, hemos ido recopilando versiones de “El pueblo unido…”. Tenemos ya 150 grabaciones de todas partes del mundo, y no dejan de aparecer más.(...) Quizás, en abstracto, estas cifras no digan mucho. Pero hay que considerar que la mayoría de las canciones se graban tan solo una vez; con suerte, si tienen éxito, quedarán un par de versiones. Que una canción tenga diez versiones distintas da cuenta de una popularidad importante; (...) Que una canción chilena tenga más de cien versiones y con tantas traducciones es un fenómeno casi sin comparación.
Farías y Karmy en CiperChile